# Barbara Branden
Barbara Branden (nombre de soltera Barbara Weidman; Winnipeg, Manitoba, 14 de mayo de 1929 - Los Ángeles, California, 11 de diciembre de 2013) fue una escritora, editora y profesora canadiense, conocida por su relación y posterior ruptura con la filósofa y escritora Ayn Rand.
Barbara Weidman nació en Winnipeg, Manitoba, Canadá. Ella conoció a Nathaniel Branden, debido a su mutuo interés en las obras de Ayn Rand. Se convirtieron en amigos personales de Rand en 1950, y cuando se casaron en 1953, Rand y su esposo, Frank O'Connor, sirvieron como madrina y padrino de honor. Barbara y Nathaniel Branden coescribieron Who is Ayn Rand? en el año 1962. El ensayo de Barbara Branden en el libro fue la primera biografía de Rand. Cuando fue escrita, Rand consideraba a Barbara Branden como una de los defensoras más importantes del objetivismo.
Barbara Branden murió en Los Ángeles el 11 de diciembre de 2013.

## Obras
Libros
- Branden, Barbara; Nathaniel Branden (1964) [1962]. Who is Ayn Rand?. Nueva York: Paperback Library. OCLC 2848682.
- Branden, Barbara (1986). The Passion of Ayn Rand. Garden City, N.Y.: Doubleday. ISBN 0-385-19171-5.

Curso de lectura
- Branden, Barbara (2007). Principles of Efficient Thinking (10 lectures). Reissued on 19 CDs.